# Villota del Páramo
Villota del Páramo és un municipi de la província de Palència a la comunitat autònoma de Castella i Lleó (Espanya). Inclou les pedanies d'Acera de la Vega, San Andrés de la Regla i Villosilla de la Vega.

## Demografia
| 1991 | 1996 | 2001 | 2004 |
| ---- | ---- | ---- | ---- |
| 538  | 498  | 438  | 409  |